# Finchley Central (métro de Londres)
Finchley Central (en anglais : Finchley Central tube station ou Finchley Central Underground Station), est une station de la ligne Northern du métro de Londres, en zone 4 Travelcard. Elle est située sur la Regents Park Road, à Finchley, sur le territoire du borough londonien de Barnet, dans le Grand Londres.

## Situation sur le réseau
La station Finchley Central, bifurcation de l'antenne de Mill Hill East sur la branche de High Barnet de la ligne Northern du métro de Londres, est située entre la station West Finchley, en direction du terminus nord High Barnet, et la station East Finchley en direction du terminus sud Morden. Elle dispose des trois voies et deux quai, dont un central, numérotés : 1-2 et 3.

Plans de la ligne, du métro et des transports à Londres
Ligne Northern.
Métro.
Réseaux de Londres.

## Histoire
Une gare est ouverte en 1867, mais la station du métro est mise en service le 14 avril 1940.

## Services aux voyageurs

### Accès et accueil
L'entrée principale de la station est située sur la Regents Park Road, à Finchley.

### Desserte
La station Finchley Central est desservie par les rames de la ligne Northern du métro de Londres circulant sur les relations High Barnet (ou Mill Hill East) - Morden (ou Kennington).

Installations et Desserte
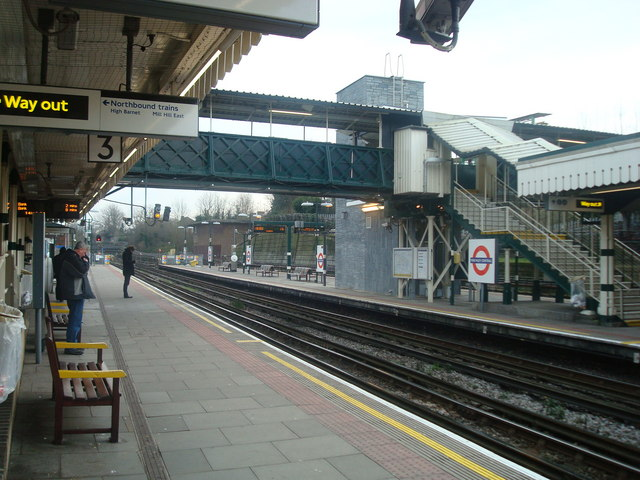
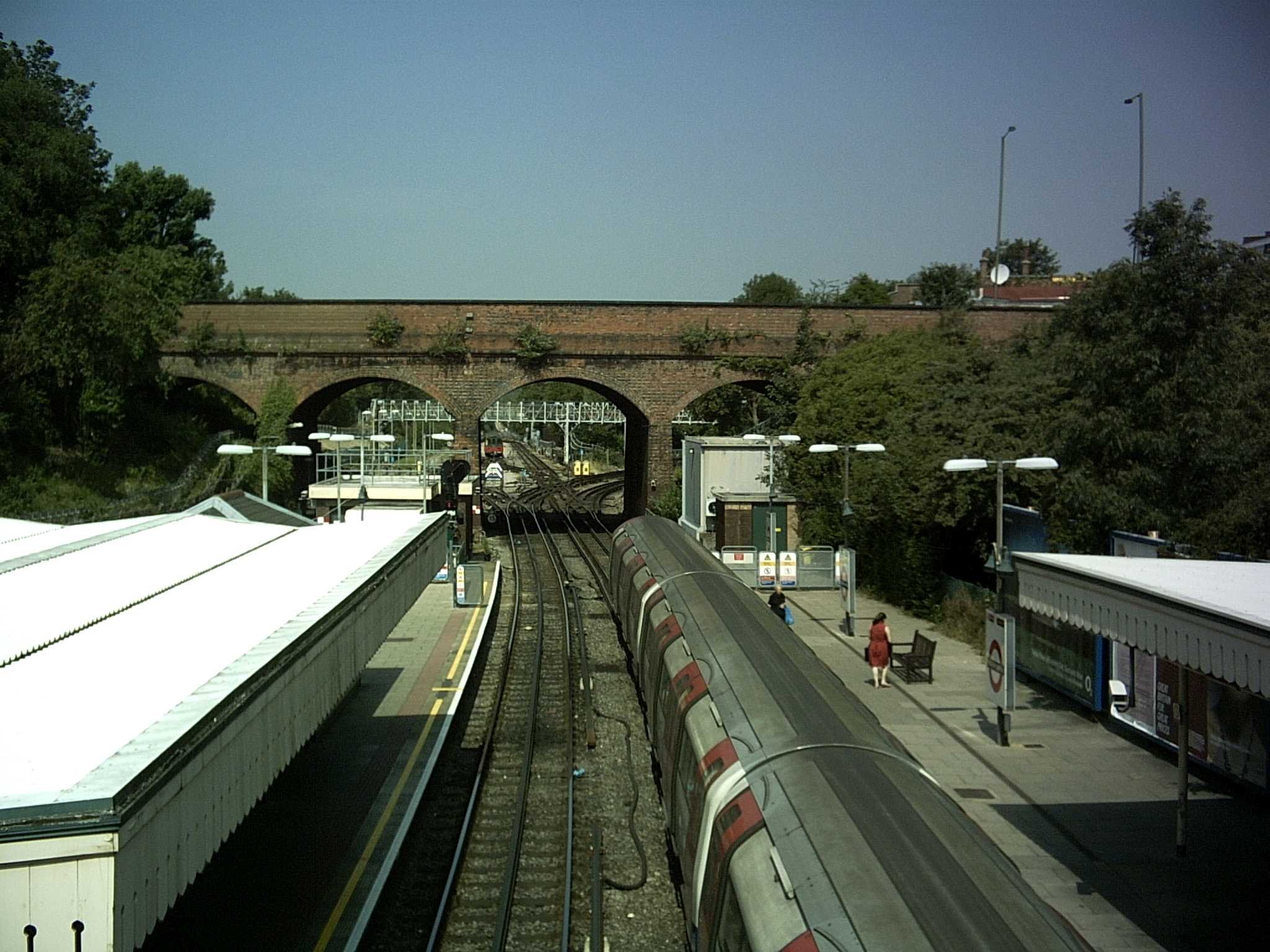
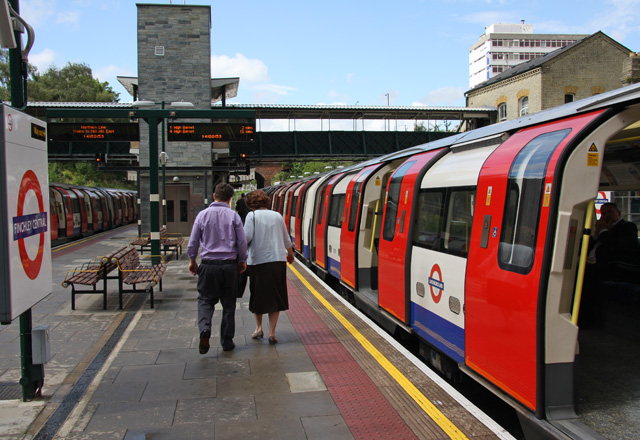

### Intermodalité
Elle est desservie par des autobus de Londres des lignes 13, 125, 143, 382, 460, 626, 683 et N20.

## À proximité
- Finchley